# Павловаць-Вребацький
44°31′ пн. ш. 15°32′ сх. д. / 44.51° пн. ш. 15.53° сх. д.
Павловаць-Вребацький (хорв. Pavlovac Vrebački) — населений пункт у Хорватії, у Лицько-Сенській жупанії у складі міста Госпич.

## Населення
Населення за даними перепису 2011 року становило 33 осіб.
Динаміка чисельності населення поселення:

## Клімат
Середня річна температура становить 8,75 °C, середня максимальна – 23,09 °C, а середня мінімальна – -7,29 °C. Середня річна кількість опадів – 1172 мм.
| Клімат поселення                              | Клімат поселення | Клімат поселення | Клімат поселення | Клімат поселення | Клімат поселення | Клімат поселення | Клімат поселення | Клімат поселення | Клімат поселення | Клімат поселення | Клімат поселення | Клімат поселення | Клімат поселення |
| Показник                                      | Січ.             | Лют.             | Бер.             | Квіт.            | Трав.            | Черв.            | Лип.             | Серп.            | Вер.             | Жовт.            | Лист.            | Груд.            |                  |
| Середній максимум, °C                         | 5,67             | 6,89             | 10,58            | 14,93            | 19,68            | 22,64            | 23,09            | 22,72            | 18,80            | 14,41            | 9,18             | 4,79             |                  |
| Середня температура, °C                       | −0,8             | 0,42             | 4,10             | 8,44             | 13,18            | 16,16            | 18,19            | 17,81            | 13,90            | 9,50             | 4,28             | −0,12            |                  |
| Середній мінімум, °C                          | −7,29            | −6,09            | −2,38            | 1,94             | 6,69             | 9,69             | 13,27            | 12,90            | 9,00             | 4,60             | −0,62            | −5,02            |                  |
| Норма опадів, мм                              | 89               | 87               | 87               | 94               | 85               | 81               | 53               | 72               | 118              | 133              | 152              | 121              |                  |
| Середньомісячна швидкість вітру, м/с          | 2.39             | 2.51             | 2.70             | 2.62             | 2.38             | 2.18             | 2.16             | 2.06             | 2.18             | 2.33             | 2.63             | 2.66             |                  |
| Середньомісячна сонячна радіація, кДж/м²·день | 4684             | 7364             | 10859            | 15370            | 19378            | 21456            | 23420            | 20135            | 14851            | 9428             | 4995             | 3865             |                  |
| --------------------------------------------- | ---------------- | ---------------- | ---------------- | ---------------- | ---------------- | ---------------- | ---------------- | ---------------- | ---------------- | ---------------- | ---------------- | ---------------- | ---------------- |
| Джерело:                                      |                  |                  |                  |                  |                  |                  |                  |                  |                  |                  |                  |                  |                  |